# 2007-es Formula–1 brazil nagydíj
A brazil nagydíj volt a 2007-es Formula–1 világbajnokság tizenhetedik, egyben utolsó futama, amelyet 2007. október 19. és 21-e között rendeztek meg São Paulóban. Ezen a futamon dőlt el, hogy ki lesz a 2007-es szezon világbajnoka. A verseny előtt a három esélyes: Lewis Hamilton 107 ponttal, Fernando Alonso 103 ponttal és Kimi Räikkönen 100 ponttal.

## Időmérő edzés
Felipe Massa 1:11,931-gyes idővel szerezte meg a pole-t Hamilton, Räikkönen és Alonso előtt.
| Helyezés | Versenyző            | Csapat/Motor       | 1. rész  | 2. rész  | 3. rész  |
| -------- | -------------------- | ------------------ | -------- | -------- | -------- |
| 1        | Felipe Massa         | Ferrari            | 1:12.303 | 1:12.374 | 1:11.931 |
| 2        | Lewis Hamilton       | McLaren-Mercedes   | 1:13.033 | 1:12.296 | 1:12.082 |
| 3        | Kimi Räikkönen       | Ferrari            | 1:13.016 | 1:12.161 | 1:12.322 |
| 4        | Fernando Alonso      | McLaren-Mercedes   | 1:12.895 | 1:12.637 | 1:12.356 |
| 5        | Mark Webber          | Red Bull-Renault   | 1:13.081 | 1:12.855 | 1:12.928 |
| 6        | Nick Heidfeld        | BMW Sauber         | 1:13.472 | 1:13.009 | 1:13.081 |
| 7        | Robert Kubica        | BMW Sauber         | 1:13.085 | 1:12.641 | 1:13.129 |
| 8        | Jarno Trulli         | Toyota             | 1:13.470 | 1:12.832 | 1:13.195 |
| 9        | David Coulthard      | Red Bull-Renault   | 1:13.264 | 1:13.374 | 1:13.272 |
| 10       | Nico Rosberg         | Williams-Toyota    | 1:13.707 | 1:12.752 | 1:13.477 |
| 11       | Rubens Barrichello   | Honda              | 1:13.661 | 1:12.932 |          |
| 12       | Giancarlo Fisichella | Renault            | 1:13.482 | 1:13.102 |          |
| 13       | Sebastian Vettel     | Toro Rosso-Ferrari | 1:13.853 | 1:13.934 |          |
| 14       | Vitantonio Liuzzi    | Toro Rosso-Ferrari | 1:13.607 | 1:13.251 |          |
| 15       | Ralf Schumacher      | Toyota             | 1:13.767 | 1:13.783 |          |
| 16       | Jenson Button        | Honda              | 1:14.054 | 1:13.702 |          |
| 17       | Heikki Kovalainen    | Renault            | 1:14.078 |          |          |
| 18       | Szató Takuma         | Super Aguri-Honda  | 1:14.098 |          |          |
| 19       | Nakadzsima Kazuki    | Williams-Toyota    | 1:14.417 |          |          |
| 20       | Anthony Davidson     | Super Aguri-Honda  | 1:14.596 |          |          |
| 21       | Adrian Sutil         | Spyker-Ferrari     | 1:15.217 |          |          |
| 22       | Jamamoto Szakon      | Spyker-Ferrari     | 1:15.487 |          |          |

## Futam

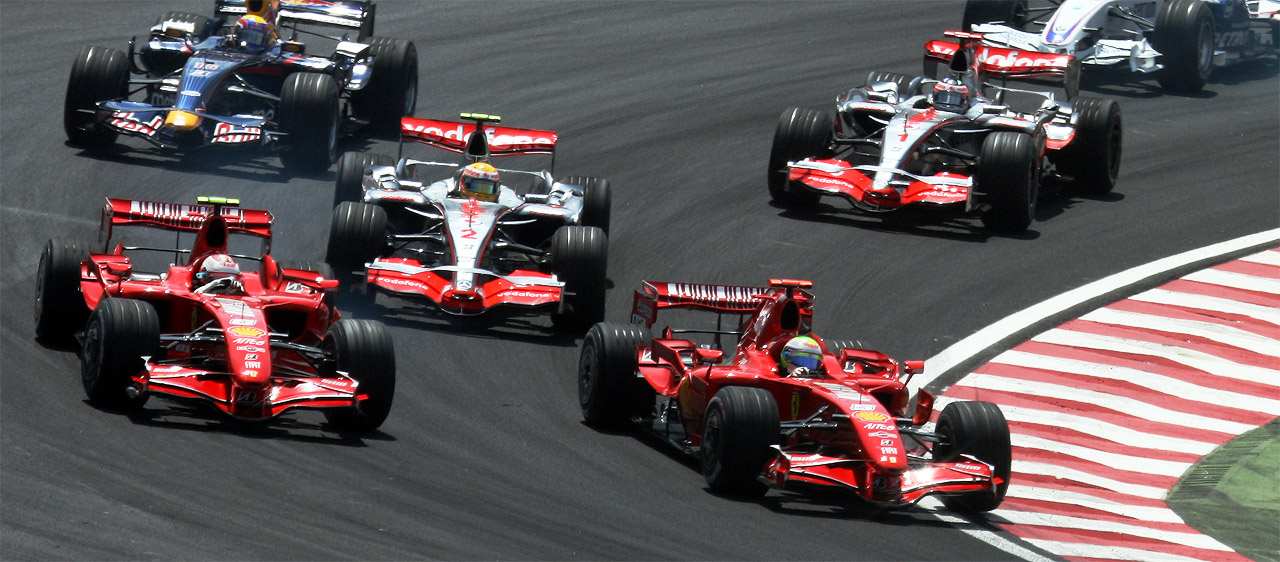
A rajt utáni első kanyar

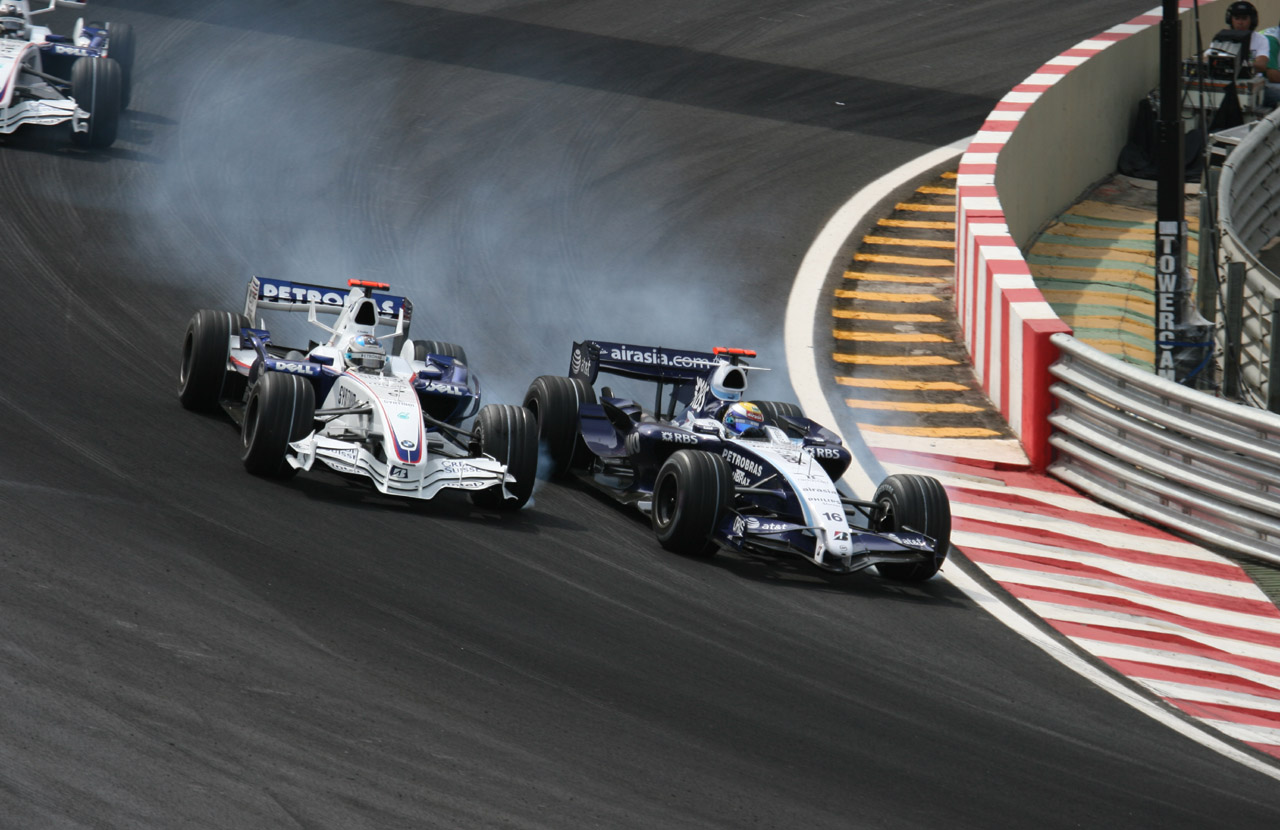
Rosberg Heidfeldet előzi

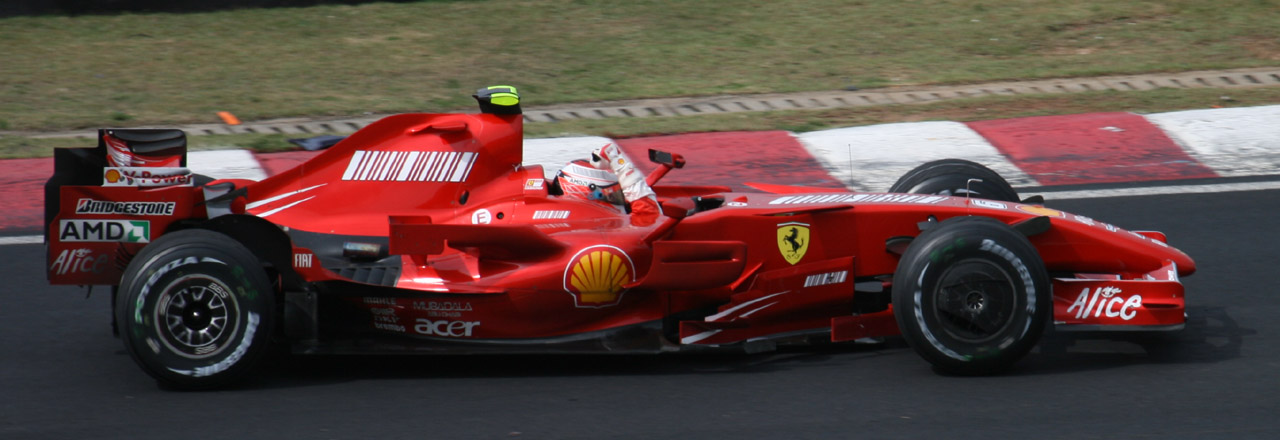
Kimi a brazil nagydíjon világbajnoki címét ünnepli

Hamilton volt a legelőnyösebb pozícióban: az utolsó futamon elért első vagy második helyezéssel azonnal világbajnok lehetett volna, ha pedig hátrébb végez, csak arra kellett figyelnie, hogy két vetélytársa ne végezzen nála sokkal előrébb. Räikkönen esélyei a világbajnokság megnyerésére igencsak minimálisak voltak. Ahhoz, hogy világbajnok lehessen, elsősége esetén Alonso legfeljebb harmadik, Hamilton legfeljebb hatodik helyen érhetett célba; második hely esetén pedig Alonso nem futhatott be negyediknél, Hamilton pedig a nyolcadiknál jobb pozícióban.
A brazil nagydíj Massa hazai versenye volt, ahol egy évvel ezelőtt pole-pozícióból indulva nyert. A brazil versenyző a világbajnoki címre már esélytelen volt, így már a verseny előtt is azt nyilatkozta, kész átadni esetleges első helyét csapattársának, és egyáltalán bármiben segíteni őt, ha ezen múlna a világbajnokság sorsa. 
Massa ebben az évben is megszerezte a pole-t, és a verseny nagy részében vezetett is Sao Paulóban. A Massa-Hamilton-Räikkönen-Alonso rajtkockában a Ferrarik voltak a tisztább íven, és mialatt Massa Hamilton elé hajtva kicsit visszafogta az angol pilótát, Räikkönen feljött a második helyre, csapattársa mögé. Rögtön utána Alonso is elment Hamilton mellett, ezzel feljött a harmadik helyre. Hamilton hamar megpróbálta visszaelőzni csapattársát, ám a pálya poros ívéről kicsúszott, és visszaesett a nyolcadik helyre. Bár Alonso biztosan és hibátlanul autózott a harmadik helyen, esélye sem volt megelőzni a Ferrarikat, akik a verseny végére közel egyperces előnyt autóztak ki vele szemben. Így ő biztosan lecsúszott a világbajnoki címről. Hamilton időközben rohamléptekben tört előre, mivel neki az ötödik hely kellett a világbajnoki címhez. A hetedik körben azonban autója hirtelen lelassult, az egész mezőny elment mellette, és amikor az autó újra erőre kapott, a 18. helyen állt. Egyre kevesebb esélye volt a világbajnoki cím megnyerésére, mivel a Ferrarik időközben teljesen elszakadtak a mezőnytől. Bár ekkor Massa állt az élen, tudni lehetett, hogy ha a McLarenes pilóták pozíciója nem javul, Massa kész átadni neki első helyét.
Hamilton lemaradása ellenére megcélozta az ötödik helyet, ahol Räikkönen elsősége ellenére is megnyerte volna a világbajnokságot. A minél hathatósabb felzárkózás érdekében a csapat három kiállásos stratégiára állította, de ez a taktika nem fizetődött ki: csak a hetedik helyre tudott felkapaszkodni.
A csapatoknak nem szabad utasítaniuk egyik pilótájukat a másik elengedésére (erre semmi nem utalhat a csapatrádióban sem), ezért Massának és Räikkönennek úgy kellett helyet cserélnie a szigorú figyelem közepette, hogy senki ne vádolhassa a csapatot csalással. Éppen ezért a pontosan kiszámolt boxtaktikát választották a helycseréhez. Az első kerékcsere alkalmával Räikkönen autóját jobban megtankolták, mint Massáét, így a második kiállásra három körrel később keríthetett sort, mint brazil csapattársa. A könnyű autóval a három gyors kör alatt kiautózta a szükséges előnyt, és a második boxkiállás után az első helyre jött vissza: a csere kifogástalanul sikerült, senki nem emelhetett panaszt ellene.
A verseny vége felé ahelyett, hogy kímélte volna a brazil időjárás által megviselt motort, vagy a Sao Pauló-i pálya rossz minőségű aszfaltján igénybe vett szuperlágy abroncsokat, Räikkönen megfutotta a verseny leggyorsabb körét. Végül megnyerte a versenyt, csapattársa a második, Alonso a harmadik, Hamilton a hetedik helyen végzett: a verseny előtt legesélytelenebb Räikkönen 110 ponttal, vetélytársait 1 ponttal megelőzve megnyerte a 2007. évi Formula–1-es világbajnokságot.
Hamilton és Alonso 109-109 ponttal a finn mögött végeztek: Hamilton jobb helyezései miatt második, Alonso harmadik lett.
| Helyezés | #  | Versenyző            | Csapat/Motor       | Körök | Idő/Kiesés oka | Rajthely | Pontszám |
| -------- | -- | -------------------- | ------------------ | ----- | -------------- | -------- | -------- |
| 1        | 6  | Kimi Räikkönen       | Ferrari            | 71    | 1:28:15.270    | 3        | 10       |
| 2        | 5  | Felipe Massa         | Ferrari            | 71    | +1.4           | 1        | 8        |
| 3        | 1  | Fernando Alonso      | McLaren-Mercedes   | 71    | +57.0          | 4        | 6        |
| 4        | 16 | Nico Rosberg         | Williams-Toyota    | 71    | +62.8          | 10       | 5        |
| 5        | 10 | Robert Kubica        | BMW Sauber         | 71    | +70.9          | 7        | 4        |
| 6        | 9  | Nick Heidfeld        | BMW Sauber         | 71    | +71.3          | 6        | 3        |
| 7        | 2  | Lewis Hamilton       | McLaren-Mercedes   | 70    | + 1 kör        | 2        | 2        |
| 8        | 12 | Jarno Trulli         | Toyota             | 70    | + 1 kör        | 8        | 1        |
| 9        | 14 | David Coulthard      | Red Bull-Renault   | 70    | + 1 kör        | 9        |          |
| 10       | 17 | Nakadzsima Kazuki    | Williams-Toyota    | 70    | + 1 kör        | 19       |          |
| 11       | 11 | Ralf Schumacher      | Toyota             | 70    | + 1 kör        | 15       |          |
| 12       | 22 | Szató Takuma         | Super Aguri-Honda  | 69    | +2 kör         | 18       |          |
| 13       | 18 | Vitantonio Liuzzi    | Toro Rosso-Ferrari | 69    | +2 kör         | 14       |          |
| 14       | 23 | Anthony Davidson     | Super Aguri-Honda  | 68    | +3 kör         | 20       |          |
| Kiesett  | 20 | Adrian Sutil         | Spyker-Ferrari     | 43    | Fékek          | 21       |          |
| Kiesett  | 8  | Rubens Barrichello   | Honda              | 40    | Motor          | 11       |          |
| Kiesett  | 4  | Heikki Kovalainen    | Renault            | 35    | Baleset        | 17       |          |
| Kiesett  | 19 | Sebastian Vettel     | Toro Rosso-Ferrari | 34    | Hidraulika     | 13       |          |
| Kiesett  | 7  | Jenson Button        | Honda              | 20    | Motor          | 16       |          |
| Kiesett  | 15 | Mark Webber          | Red Bull-Renault   | 14    | Váltó          | 5        |          |
| Kiesett  | 21 | Jamamoto Szakon      | Spyker-Ferrari     | 2     | Ütközés        | 22       |          |
| Kiesett  | 3  | Giancarlo Fisichella | Renault            | 2     | Ütközés        | 12       |          |

## A világbajnokság végeredménye
| H  | Versenyzők           | Pont | H  | Konstruktőrök      | Pont    |
| -- | -------------------- | ---- | -- | ------------------ | ------- |
| 1  | Kimi Räikkönen       | 110  | 1  | Ferrari            | 204     |
| 2  | Lewis Hamilton       | 109  | 2  | BMW Sauber         | 101     |
| 3  | Fernando Alonso      | 109  | 3  | Renault            | 47      |
| 4  | Felipe Massa         | 94   | 4  | Williams-Toyota    | 33      |
| 5  | Nick Heidfeld        | 61   | 5  | Red Bull-Renault   | 24      |
| 6  | Robert Kubica        | 39   | 6  | Toyota             | 13      |
| 7  | Heikki Kovalainen    | 30   | 7  | Toro Rosso-Ferrari | 8       |
| 8  | Giancarlo Fisichella | 21   | 8  | Honda              | 6       |
| 9  | Nico Rosberg         | 20   | 9  | Super Aguri-Honda  | 4       |
| 10 | David Coulthard      | 14   | 10 | Spyker-Ferrari     | 1       |
| 11 | Alexander Wurz       | 13   | 11 | McLaren-Mercedes   | Kizárva |
| 12 | Mark Webber          | 10   |    |                    |         |
| 13 | Jarno Trulli         | 8    |    |                    |         |
| 14 | Sebastian Vettel     | 6    |    |                    |         |
| 15 | Jenson Button        | 6    |    |                    |         |
| 16 | Ralf Schumacher      | 5    |    |                    |         |
| 17 | Szató Takuma         | 4    |    |                    |         |
| 18 | Vitantonio Liuzzi    | 3    |    |                    |         |
| 19 | Adrian Sutil         | 1    |    |                    |         |

1. ↑  Ipari kémkedés miatt, kizárták a csapatot.

### Statisztikák
Vezető helyen:
- Felipe Massa : 46 (1-19 / 23-49)
- Kimi Räikkönen : 24 (20-21 / 50-71).
- Fernando Alonso : 1 (22).

Kimi Räikkönen 15. győzelme, 17. leggyorsabb köre, Felipe Massa 9. pole pozíciója.
- Ferrari 201. győzelme.

Ralf Schumacher 181-ik, utolsó versenye. Nakadzsima Kazuki első versenye.